# Холодний юпітер

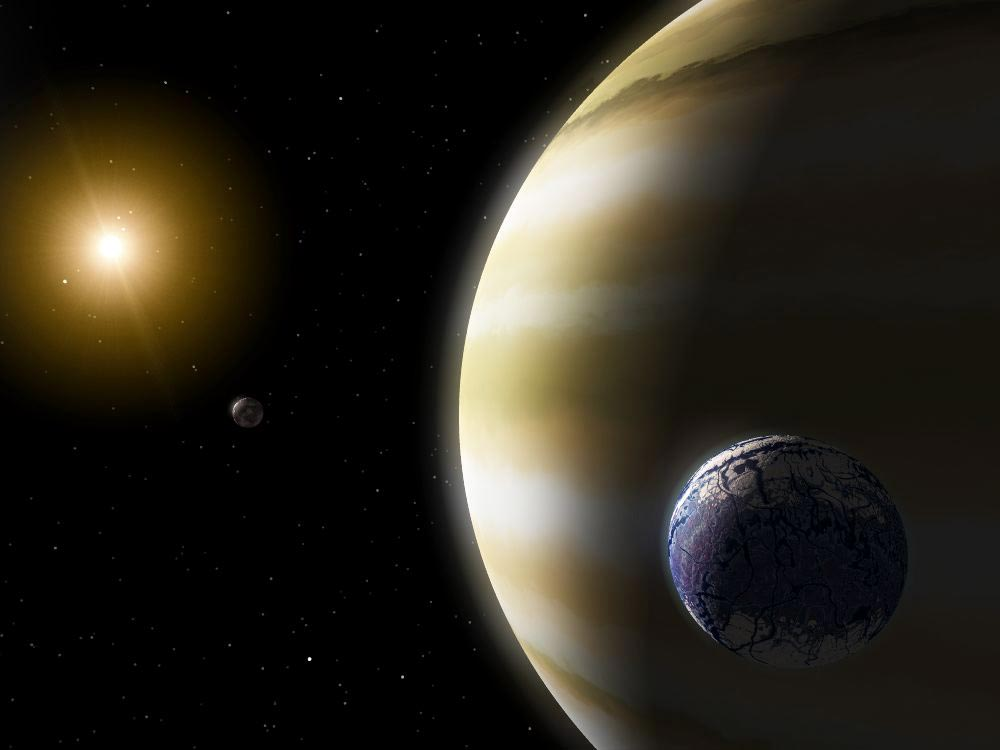
Художнє зображення Холодного юпітера.

Холодний юпітер — клас екзопланет-гігантів з масою близькою до маси Юпітера і знаходяться на такій відстані від своєї зірки, що більшу частину тепла планета отримує в результаті внутрішніх процесів, а не від зірки. Орбіта такої планети перебуває на великій відстані від зірки. Іноді цей клас екзопланет називають двійниками Юпітера.
Типовими представниками планет є Юпітер і Сатурн в Сонячній системі і як наслідок є еталонними зразками. За класифікацією Сударського, до цього класу належать планети класу I. Відомих позасонячних планет цього класу небагато, тому що велика відстань до зірки (або мала світність зірки — інша умова) робить важким їх виявлення.

## Ймовірні представники
- 47 Великої Ведмедиці b
- 47 Великої Ведмедиці c
- 47 Великої Ведмедиці d
- Епсилон Ерідана b
- HD 190360 c
- OGLE-2006-BLG-109L b
- OGLE-2006-BLG-109L c
- VB 10 b
- HD 37605 c
- 51Eri b[2]